# Региони на развитие на Румъния
Регионите на развитие (на румънски: Regiunile de dezvoltare) са регионални подразделения в Румъния, създадени през 1998 г. с цел координация на развитието, което е нужно по пътя на Румъния към членство в Европейския съюз. Регионите на развитие кореспонидат с ниво НСТЕ-2 на ЕС. Те нямат административно предназначение, тъй като не притежават управителен и законодателен орган. Подпомагат се от програмата ФАР на ЕС.
В Румъния има 8 региона на развитие:
- Северозападен регион на развитие (Nord-Vest)
- Североизточен регион на развитие (Nord-Est)
- Югозападен регион на развитие (Sud-Vest)
- Югоизточен регион на развитие (Sud-Est)
- Южен регион на развитие (Sud)
- Западен регион на развитие (Vest)
- Централен регион на развитие (Centru)
- Регион на развитие Букурещ-Илфов (Bucureşti şi Ilfov)